# Eppenrod
Eppenrod ist eine Ortsgemeinde im Rhein-Lahn-Kreis in Rheinland-Pfalz. Sie gehört der Verbandsgemeinde Diez an.

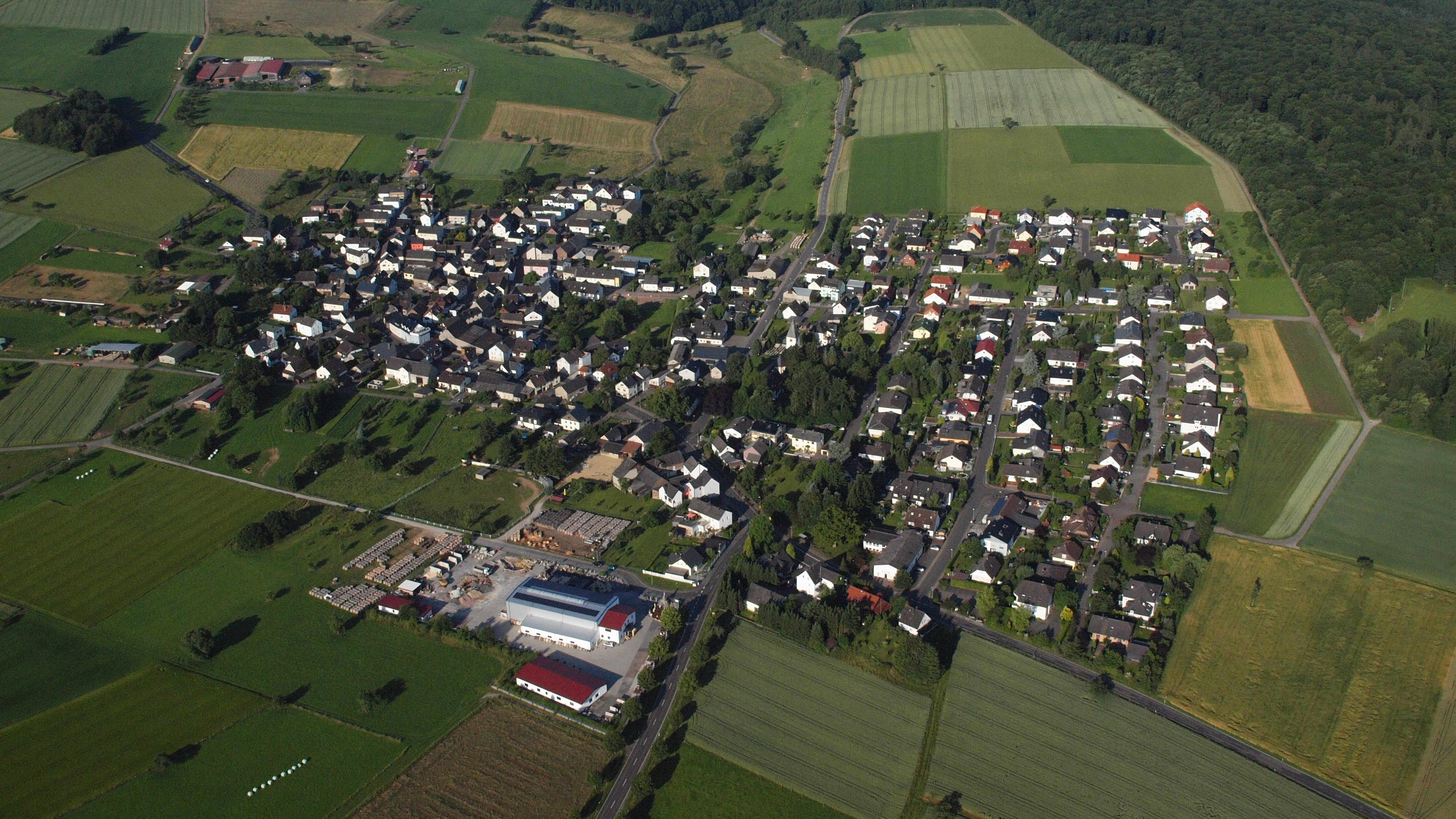
Eppenrod aus östlicher Richtung

## Geographie
Eppenrod liegt auf dem Weg zum Gelbachtal südlich von Nentershausen nahe der Autobahn A3. Südlich des Ortes entspringt der Hambach, ein rechter Zufluss der Lahn.

### Klima
Der Jahresniederschlag beträgt 832 mm.

## Geschichte
Auf ca. 800 v. Chr. wurden Funde von Hallstatt-Brandgräbern datiert und lassen so auf eine frühe Gründung schließen. 950 wurde das Siedlungsgebiet Eppenrod erstmals urkundlich erwähnt. 1336 teilte Bischof Balduin von Trier die Pfarrkirche dem Stift Limburg zu. Der Ort wurde in den Wirren des Dreißigjährigen Krieges in Mitleidenschaft gezogen. 1643 kaufte Graf Peter Melander von Holzappel den Ort von Johann Ludwig von Nassau-Hadamar. Eppenrod wurde damit endgültig evangelisch. Ab 1806 war der Ort Teil des Herzogtums Nassau, das 1866 von Preußen annektiert wurde. Seit 1946 ist der Ort Teil des Landes Rheinland-Pfalz.
Die Einwohnerschaft entwickelte sich im 19. und 20. Jahrhundert wie folgt: 1843: 353 Einwohner, 1927: 458 Einwohner, 1964: 476 Einwohner.
1490 ist der Ort Oberisselbach urkundlich erstmals erwähnt, der gemeinsam mit Eppenroth zur Grundherrschaft des Stifts Limburg gehörte. 1589 wird er als noch bewohnt bezeichnet, 1653 als wüst gefallen. Die Flur wurde Heilberscheid zugeteilt.

## Namensgebung / Namensthesen

### Mönch Eppo
Es soll im nahe liegenden Limburg an der Lahn (an der Lahn) einen Konradiner-Mönchen, namens Eberhard, gegeben haben, dessen lateinischer Rufname Eppo ausgesprochen wurde. Dieser Mönch setzte sich sehr für eine Erweiterung der bestehenden Wald-Siedlung ein und unterstützte die dortigen Holz- und Holzkohle-Arbeiter in ihren Wünschen nach einer größeren Siedlung innerhalb der damals vorhandenen, dichten, stark bewaldeten Gegend. So soll es dann dazu gekommen sein, dass die wachsende Wald-Siedlung in Eppods benannt wurde und durch Lautverschiebungen zu Eppenrod wurde.

### Eben roth
Unter den alten Menschen in Eppenrod geht hingegen folgende Geschichte um: Wie bereits erwähnt, handelte es sich um eine stark bewaldete und sumpfige Gegend, welche durch die ersten Siedler mit Holzwirtschaft bewirtschaftet wurde und so erste Rodungen der besiedelten Fläche auch sumpfigen Boden hinterließen. Auf jenem Grund soll die Pflanze Sauerampfer, die bis heute dort anzutreffen ist, hervorragend gediehen sein und teils sogar sehr große, rötliche Flächen hinterlassen haben. Die Betrachtung dieser „roten Ebene“ soll wiederum zum Siedlungsnamen Ebenroth geführt haben, der dann durch Lautverschiebungen zu „Eppenrod“ wurde.
Doch die letzte These ist nur auf Erzählungen zurückzuführen und gilt eher als Volksmund-Phantasie, während der Mönch „Eppo“ in Büchern und Annalen anzutreffen ist.

## Religion
Die evangelische Kirchengemeinde Eppenrod ist dem Dekanat Nassauer Land in der Propstei Rheinhessen-Nassauer Land der Evangelischen Kirche in Hessen und Nassau (EKHN) zugehörig.
Auf römisch-katholischer Seite ist Eppenrod der Kirchengemeinde St. Laurentius in Nentershausen (Westerwald) zugeordnet und gehört mit ihr zum Pastoralen Raum Nentershausen (Westerwald)-Hundsangen, welcher selbst wiederum dem Bezirk Westerwald im Bistum Limburg eingegliedert ist.

## Politik

### Gemeinderat
Der Gemeinderat in Eppenrod besteht aus 12 Ratsmitgliedern, die bei der Kommunalwahl am 9. Juni 2024 in einer Mehrheitswahl gewählt wurden, und dem ehrenamtlichen Ortsbürgermeister als Vorsitzendem.

### Bürgermeister
Ortsbürgermeister von Eppenrod ist Oliver Lankes. Bei der Direktwahl am 26. Mai 2019 wurde er mit einem Stimmenanteil von 91,0 % und am 9. Juni 2024 als einziger Bewerber mit 83,0 % jeweils für fünf Jahre wiedergewählt.

## Kultur und Sehenswürdigkeiten
Evangelische Kirche
Im Mittelpunkt des Ortes findet sich die historisch bedeutsame Kirche, die von Friedhof und Pfarrhaus umgeben und ummauert ist.
Im Frühjahr 2007 wurden durch den Bauhistoriker Hans-Hermann Reck (Wiesbaden) und das Jahresringlabor Hofmann (Nürtingen) dendrochronologische Untersuchungen durchgeführt. Die dabei untersuchten Bohrkerne aus Balken des Kirchturms lieferten den Sommer 1192 als Datum für den Einschlag der verwendeten Bäume. Gerade die ungewöhnliche Sommerfällung der Bäume lässt Rückschlüsse auf eine gewisse Dringlichkeit der Verwendung zu, umgekehrt ist dadurch eine frühere bauliche Verwendung eher unwahrscheinlich, so dass nun für den Turm der Kirche das Baujahr 1192 angenommen werden darf. Der romanische Kirchturm wurde dabei wahrscheinlich zuerst als freistehender Wehrturm errichtet.
Daneben zeichnet sich die sehenswerte Kirche durch ein spätromanisches Chorjoch und eine sehens- und hörenswerte Orgel barocken Stiles aus dem 18. Jahrhundert aus, deren Prospekt durch die Wappen der Schaumburger Fürsten geschmückt ist.
Erstmals erwähnt wurde die Kirche 1336 und durch Bischof Balduin von Trier der Kirche St. Laurentii in Limburg zugeordnet.
Die Kirche wurde in den Wirren des Dreißigjährigen Krieges so sehr in Mitleidenschaft gezogen, dass das Mittelschiff dabei zerstört und nach 1650 im barocken Stil wiedererrichtet wurde. Im Jahre 1541 reformierte sich die Kirchengemeinde, wurde jedoch noch ein Jahrhundert lang von katholischen Pfarrern geleitet.
Im Januar 1997 wurde bei Aufräumarbeiten eine historische Bibel aus dem Jahre 1693 gefunden. Diese wurde dann aufwendig restauriert sowie konserviert und kann auf Anfrage heute in der Kirche betrachtet werden.

## Wirtschaft und Infrastruktur
Eppenrod ist ein Dorf mit ländlichem Charakter. Neben einigen Bauernhöfen gibt es mehrere Handwerksbetriebe. Bis in die zweite Hälfte des 20. Jahrhunderts hinein wurde im Gemeindegebiet Ton abgebaut.
Ein Neubaugebiet, am Ortsausgang in Fahrtrichtung Isselbach, erweiterte im Jahre 2000 Eppenrod um mehrere Straßenzüge. Nur kurze Zeit später folgte dann ein neu ausgewiesenes Gewerbegebiet am Ortsausgang nach Görgeshausen.

## Verkehr
Eppenrod liegt an den Landesstraßen 317 und 325.
Eppenrod ist durch die Buslinie 450 (Limburg–Diez–Nentershausen–Montabaur) des Rhein-Mosel-Bus sowie die Linie 575 (Diez–Hambach–Eppenrod–Nentershausen) der Martin Becker GmbH an den ÖPNV angeschlossen, diese werden von Montag bis Freitag bedient. In den genannten Bussen gilt der Tarif des Verkehrsverbund Rhein-Mosel (VRM).